# Dymokury (železniční zastávka)
Dymokury jsou zastávka a nákladiště ve východní části obce Dymokury v okrese Nymburk v Středočeském kraji oddělená od zbytku sídla říčkou Štítarského potoka. Leží na neelektrizované jednokolejné železniční trati  Chlumec nad Cidlinou – Křinec.

## Historie
Stanice byla otevřena původně jako koncová stanice 15. listopadu 1881 na odboční trati vlastněné soukromou společností České obchodní dráhy (BCB) propojením Velelib na trase z Nymburka do Mladé Boleslavi a již postavené odbočné trati z Chlumce nad Cidlinou do Jičína v majetku společnosti Rakouská severozápadní dráha (ÖNWB). Následujícího roku, 1. ledna 1882, byla trať prodloužena dále do Městce Králové. Vystavěno zde bylo více kolejí, také nákladové nádraží a lokomotivní vodárna. Z hospodářské podstaty regionu sloužila trať především k nákladní obsluze velkého dymokurského cukrovaru. Stanice byla též součástí tzv. Řepařských drážek.
Na přelomu let 1882-1883 de facto převzala řízení BCB společnost Rakouská společnost státní dráhy (StEG) a 26. srpna 1883 propojila přemostěním trati Vídeň-Berlín, provozovanou ÖNWB, v Nymburce celý úsek s tratí do Poříčan na polabské železnici z roku 1845 z Prahy do Olomouce. Na trati byla zřízena nová provozní budova, stanice Nymburk město.
9. května 1901 byla trať z iniciativy společnosti Místní dráha Chlumec-Králův Městec reprezentovaná chlumeckým továrníkem Karlem Fričem prodloužena dále do Chlumce nad Cidlinou. Vystavěno zde bylo také nákladové nádraží. Z hospodářské podstaty regionu sloužila trať především k nákladní obsluze cukrovarského průmyslu.
Po zestátnění většiny soukromých společností v roce 1925 pak správu přebraly Československé státní dráhy.

## Popis
Nachází se zde jedno nekryté hranové nástupiště. Z nádraží v minulosti odbočovalo několik vleček. V roce 2019 z nákladiště odbočovala jen vlečka Dymokurka vlastníka Družstvo VOLOX.[zdroj?]